# Jingdezhen

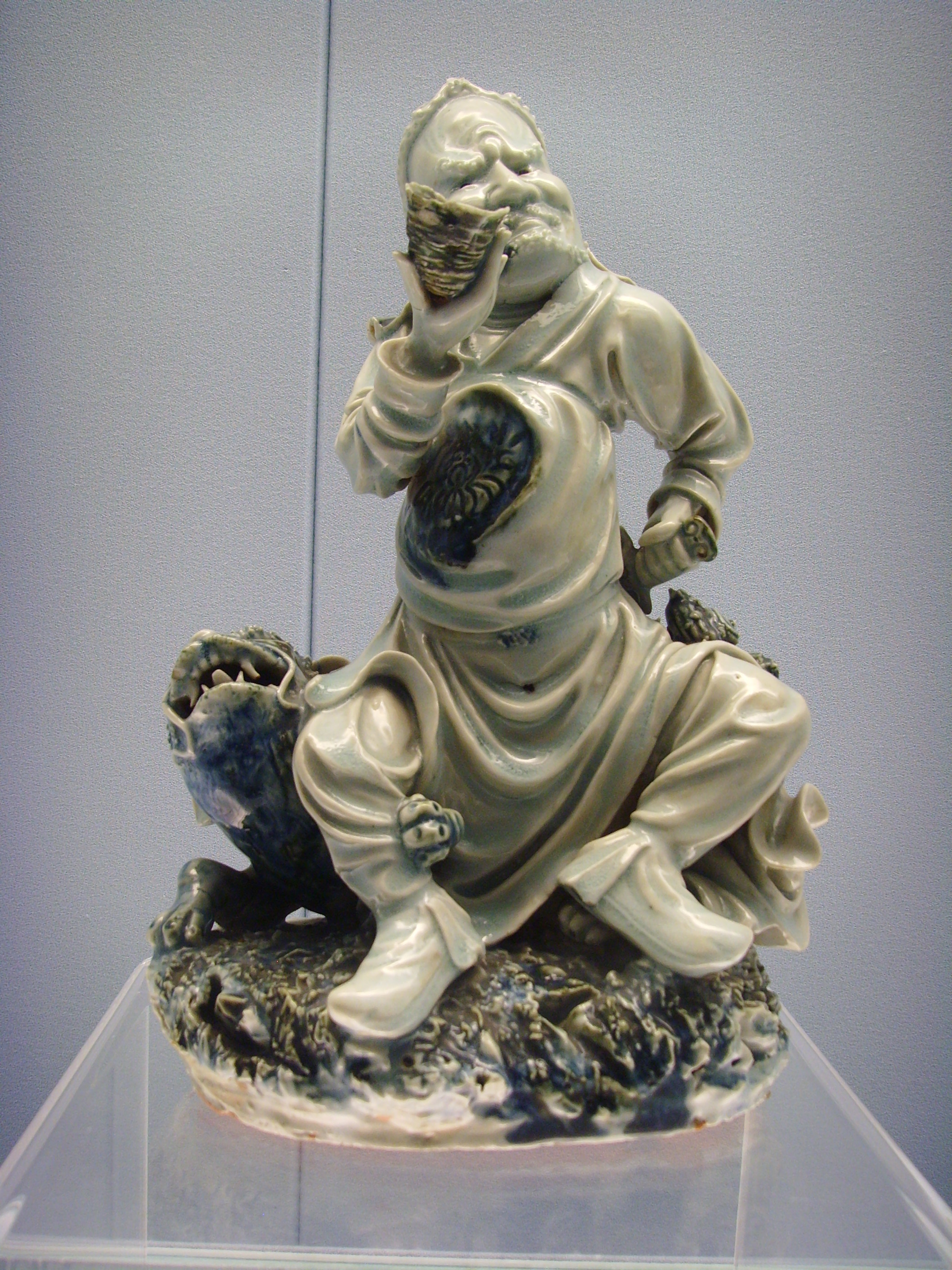
Auf einem Raubtier sitzender Mann bläst auf einer Muschelschale. Porzellanfigur aus Jingdezhen,
um 1600.

Jingdezhen (chinesisch 景德鎮市 / 景德镇市, Pinyin Jǐngdézhèn Shì) ist eine bezirksfreie Stadt in der chinesischen Provinz Jiangxi, die bekannt ist als Porzellan-Hauptstadt (瓷都 ci du) Chinas.
Jingdezhen hatte aufgrund seiner Lage am Chang-Fluss ursprünglich den Namen Changnanzhen (昌南鎮), wurde aber während der Song-Dynastie nach der Regierungsdevise des Jingde-Kaisers umbenannt, welcher den Porzellan-Bedarf seines Hofes mit Porzellan aus Jingdezhen deckte und die Produktion dort somit förderte. Während der Ming-Dynastie wurde Jingdezhen auch offiziell zu einer „Kaiserlichen Produktionsstätte“ für Porzellan ernannt, in der nun neben den privaten Brennöfen auch Brennöfen unter kaiserlicher Leitung und Kontrolle geführt wurden.
Die Porzellanproduktion wurde durch die reichen Kaolin-Vorkommen, die weiten Wälder (Brennstoffe für die Brennöfen) und die Lage am Fluss für den sicheren Transport von Keramik bedingt. Über die verschiedenen Dynastien hinweg hatten die unterschiedlichen Kaiser in China eigene Vorlieben bei den Stilen der in Jingdezhen produzierten Keramiken, jedoch war die Stadt vor allem im Ausland hauptsächlich für ihre Blau-Weiß-Porzellane bekannt.
Der Ort, der bis dahin zum Kreis Fuliang gehört hatte, bekam 1927 die Stadtrechte und wurde direkt der Provinzregierung unterstellt. Bereits zwei Jahre später wurde das aber wieder rückgängig gemacht. Im April 1949 wurde Jingdezhen zum zweiten Mal in den Rang einer  (kreisfreien) Stadt erhoben. Von Juni bis September desselben Jahres hieß die Stadt nur Jingde, da man das dritte Schriftzeichen (zhen „Großgemeinde“) aus dem Namen entfernt hatte. Das erwies sich aber als nicht praktikabel, da aus dem administrativen Begriff längst ein Bestandteil des Namens geworden war. 1953 wurde Jingdezhen schließlich in den Rang einer bezirksfreien Stadt erhoben.
Jingdezhen hat eine Fläche von 5.262 km² und 1.618.979 Einwohner (Stand: Zensus 2020). Im Gebiet der Stadt werden Kaolin, Kohle und Mangan gefördert.
Die im Stadtgebiet gelegene Hutian-Brennofen-Stätte, die Bürgerhäuser in der Xiangji-Gasse (祥集弄民宅, Xiángjílòng mínzhái) und die Stätte des Yuyaochang-Brennofens (御窑厂窑址, Yùyáochǎng yáo zhǐ) stehen auf der Liste der Denkmäler der Volksrepublik China.

## Administrative Gliederung
Auf Kreisebene setzt sich Jingdezhen aus zwei Stadtbezirken, einem Kreis und einer kreisfreien Stadt zusammen. Diese sind (Stand: Zensus 2010):
- Stadtbezirk Zhushan (珠山区), 31 km², 281.358 Einwohner, Zentrum, Sitz der Stadtregierung;
- Stadtbezirk Changjiang (昌江区), 392 km², 192.203 Einwohner;
- Kreis Fuliang (浮梁县), 2.859 km², 303.563 Einwohner, Hauptort: Großgemeinde Fuliang (浮梁镇);
- Stadt Leping (乐平市), 1.980 km², 810.353 Einwohner.

## Söhne und Töchter der Stadt
- Cheng Yujie (* 2005), Schwimmerin